# Uniwersalizm cesarski

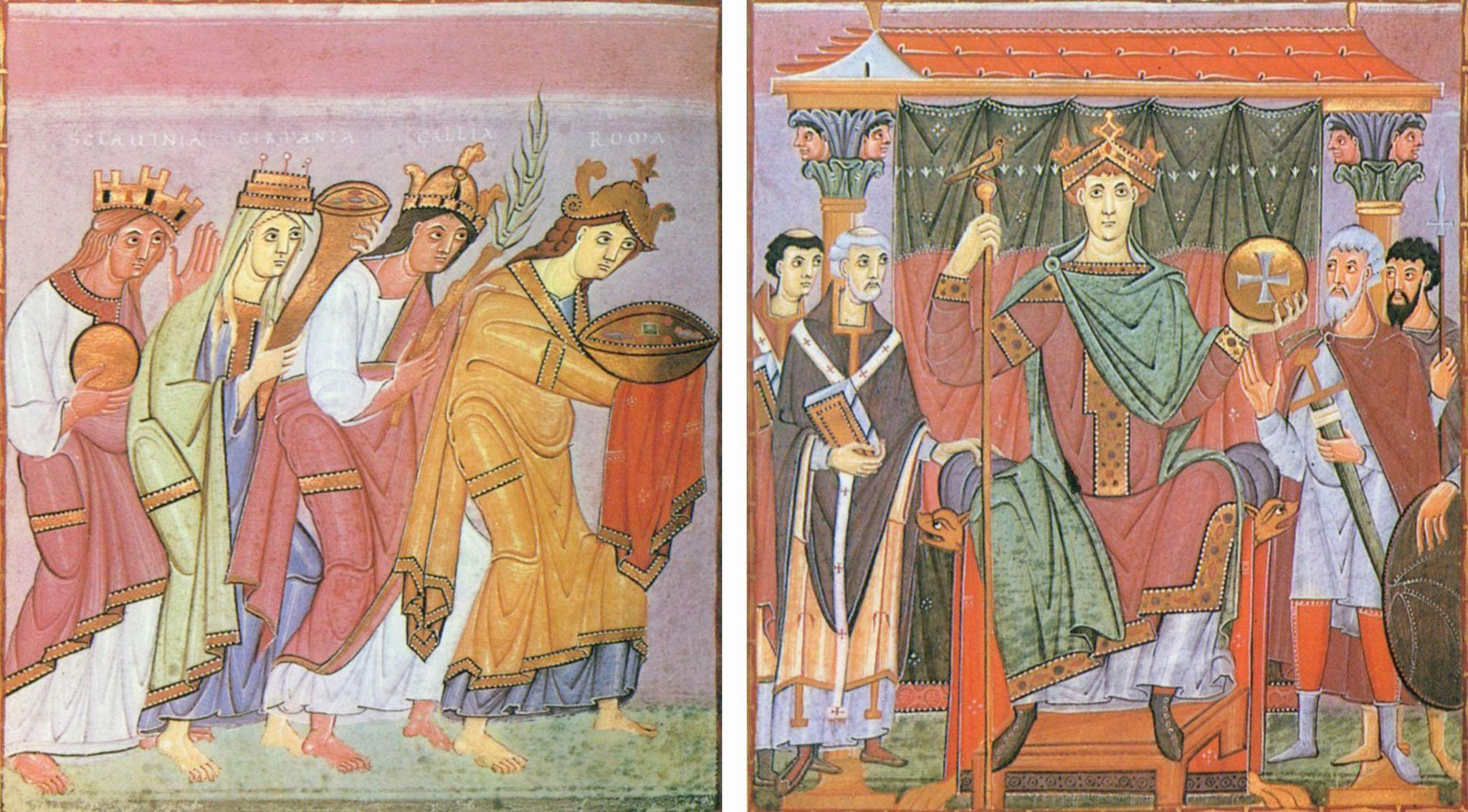
Cztery krainy chrześcijańskiej Europy: Sclavinia (Słowiańszczyzna), Germania, Gallia i Roma składają hołd cesarzowi Ottonowi III. Iluminacja z Ewangeliarza Ottona III (ok. 1000 roku)

Uniwersalizm cesarski – idea średniowiecznej filozofii politycznej popularna w pełnym średniowieczu, zgodnie z którą zwierzchnikiem nad wszystkimi państwami chrześcijańskimi i Kościołem miał być cesarz rzymski.
Idea uniwersalizmu cesarskiego odnosi się do cesarstwa rzymskiego. Odwołujący się do dziedzictwa po cesarstwie rzymskim władcy Świętego Cesarstwa Rzymskiego uważali się za zwierzchników wszystkich władców krajów chrześcijańskich. Idea ukształtowała się w X i XI wieku, początkowo jedynie w kręgach dworskich i intelektualnych, nie będąc jednak oficjalną doktryną państwową.
W XI wieku uniwersalizm cesarski wszedł w konflikt z konkurencyjnym uniwersalizmem papieskim, którego orędownikiem w latach sześćdziesiątych był mnich Hildebrand (późniejszy papież Grzegorz VII), spiritus movens polityki rzymskiej. Nawoływał on do „połączenia w jedności i zgodzie papiestwa z cesarstwem”, porównując te dwie siły do dwojga oczu prowadzących istotę ludzką. Jednocześnie jednak, w przeznaczonej dla wąskiego grona odbiorców zapisce Dictatus Papae, zajmował stanowisko zupełnie odmienne twierdząc, że „insygniami cesarskimi dysponuje tylko papież” i że „wolno mu zwalniać poddanych z przysięgi złożonej niegodnemu władcy”. Synod z roku 1075, potępiający m.in. inwestyturę świecką, obudził czujność cesarstwa, które nie wzięło pod uwagę ewolucji, jaką przeszła w ostatnim okresie kuria rzymska.
Punktem kulminacyjnym tego konfliktu był spór o inwestyturę między cesarzem rzymskim Henrykiem IV a papieżem Grzegorzem VII. Spór dotyczył praw do mianowania biskupów, a w głębszym wymiarze, relacji między władzą świecką a duchowną i przywództwa nad chrześcijańską Europą. Spór o inwestyturę zakończył się kompromisowym konkordatem wormackim z 1122 roku, rozdzielającym kompetencje cesarza i papieża. Konflikt między dwoma uniwersalizmami trwał jednak nadal.
Uniwersalizm cesarski rozwinął się w wiekach XII i XIII, stając się ideowym uzasadnieniem ekspansywnej polityki cesarskiej dynastii Hohenstaufów. Wtedy też wszedł w konflikt z rozwijającymi się monarchiami narodowymi, mającymi aspiracje do prowadzenia niezależnej polityki zagranicznej.